# YafRay
YafRay är en mjukvara som används för att rendera stillbilder och filmsekvenser i till exempel Blender. Mjukvara finns tillgänglig för Linux, Windows och Mac OS X. YafRay har stöd för fler funktioner än den inbyggda reneringsmjukvaran i blender, beräkningarna tar i många fall flera gånger så lång tid och används därför nästan enbart till rendering av stillbilder (ej animationer, eller spel).